# Népének
A népének népnyelvű közösségi ének istentisztelet vagy magánáhítat céljára. Mai értelemben a kifejezés műfaji megjelölésre használatos, s azokat az énekeket jelöli, amelyek népnyelvű, s egy-két himnusz és szekvencia fordítástól eltekintve, nem liturgikus, inkább azokkal csak gondolati rokonságban levő szövegekre készültek.

## Történet
A nem latin nyelvű katolikus népeknél a liturgikus latin énekek mellett már régen jelentkezett a nép nyelvén felhangzó vallásos ének. Általános feltételezés szerint kezdetei az ókori és középkori litánia Kyrie eleison-jára mennek vissza: a nép ismételt felelete volt a litánia invokációira, magában, vagy népnyelvű bővítéssel is.
A németeknél a 10. században akadunk nyomára; a magyaroknál az első hiteles adat Mátyás király korából tanúskodik róla, de keletkezése nálunk is valószínűleg ennél régibb. Kezdetben csak a magánájtatosságokon és körmeneteken, valamint liturgikus istentiszteletek, prédikációk előtt és után énekelték.
Nyugaton általában a 16. századig, a magyarságnál még a legújabb időkig is a népénekek úgy éltek, mint variálódó népdalok. Ezért kutatásuk is azok keretein belül folyik, főként az európai és Európán kívüli archaikus típusok tekintetbe vételével.
A népéneket csak a második vatikáni zsinat emelte liturgikus rangra. Ennek szellemében az Magyar Katolikus Püspöki Konferencia 1969-ben a mise proprium-tételei közül az introitus (kezdőének), az offertorium (felajánlási ének) és a communio (áldozási ének) helyén engedélyezte jóváhagyott népének használatát.